# چپ، راست
چپ، راست فیلمی ایرانی در ژانر کمدی سیاسی به کارگردانی حامد محمدی و تهیه‌کنندگی منوچهر محمدی محصول سال ۱۳۹۸ است.. این فیلم در ۲۱ دی ۱۴۰۱ در سینماها اکران شد..
این فیلم که پیش تولید و تولید آن در دی و بهمن ۱۳۹۸ در سکوت کامل خبری پیش رفت، از جمله پروژه‌های سینمایی بود که در اولین ساعات اعلام شیوع ویروس کرونا از سمت ستاد ملی مقابله با کرونا، جهت حفظ سلامت و ایمنی هنرمندان و عوامل پروژه که از سرمایه‌های اجتماعی کشور هستند، در حالی که فقط یک هفته تا پایان آن باقی مانده‌است تصمیم به توقف فیلمبرداری آن گرفته شد..
چپ، راست به کارگردانی حامد محمدی و به تهیه‌کنندگی نعمت‌الله از جمله فیلم‌هایی بودند که به دلیل ممیزی و سانسور زیاد نتوانستند در سی و نهمین جشنواره فیلم فجر حضور پیدا کنند..
اکران اولیه این فیلم بعد از توقیف در دی ماه ۱۴۰۰اعلام شد اما از اکران آن جلوگیری شد..
سپس بعد از سه سال توقیف این فیلم در ۲۱ دی ماه ۱۴۰۱ روانه اکران شد و اکران خودش را در بهار ۱۴۰۲ ادامه داد و موفق به جذب ۴۰۰/۰۰۰  مخاطب در سینماها شد..

## بازیگران
- رامبد جوان
- پیمان قاسم‌خانی
- ویشکا آسایش
- سارا بهرامی
- سروش صحت
- مونا فرجاد
- ستاره اسکندری
- محمدرضا مالکی
- تینو صالحی

## داستان
داستان این فیلم که بر اساس واقعیت می‌باشد، داستان دو خانواده است که فرزندان آن‌ها در بدو تولد جابه‌جا شده و از این رو مشکلاتی را سر راه این دو خانواده می‌گذارد. خانواده اول با بازی رامبد جوان و سارا بهرامی فوق‌العاده مذهبی بوده و خانواده دوم با بازی پیمان قاسم‌خانی و ویشکا آسایش برعکس خانواده اول اند.